# Crkva Gospe od Karmena u Brelima
Rimokatolička crkva Gospe od Karmena nalazi se u Brelima, na lokalitetu Soline.
Sagradio je 1715. makarski biskup Nikola Bijanković kao zavjetnu crkvu Gospe od Pobjede nakon turske opsade Sinja. Crkva ima svođenu lađu s potkovastom apsidom te svođene kapele postavljene poput transepta. Nad istočnom kapelom podignut je zvonik s ložom. Na južnom, glavnom pročelju crkve je portal s profiliranim nadvratnikom, u osi vrata je prošupljeni okulus, a na zabatu se diže noviji kameni križ umjesto srušene preslice koja leži ispred crkve. U crkvi su dva drvena oltara sa slikama Bogorodice na drvu (16.st. ) i platnu (18.st.).

## Zaštita
Pod oznakom Z-4939 zavedena je kao nepokretno kulturno dobro - pojedinačno, pravna statusa zaštićena kulturnog dobra, klasificirano kao "sakralna graditeljska baština".

## Vanjske poveznice
|  | Zajednički poslužitelj ima još gradiva o temi Crkva Gospe od Karmena u Brelima |